# WestLB Köln (Gebäude)

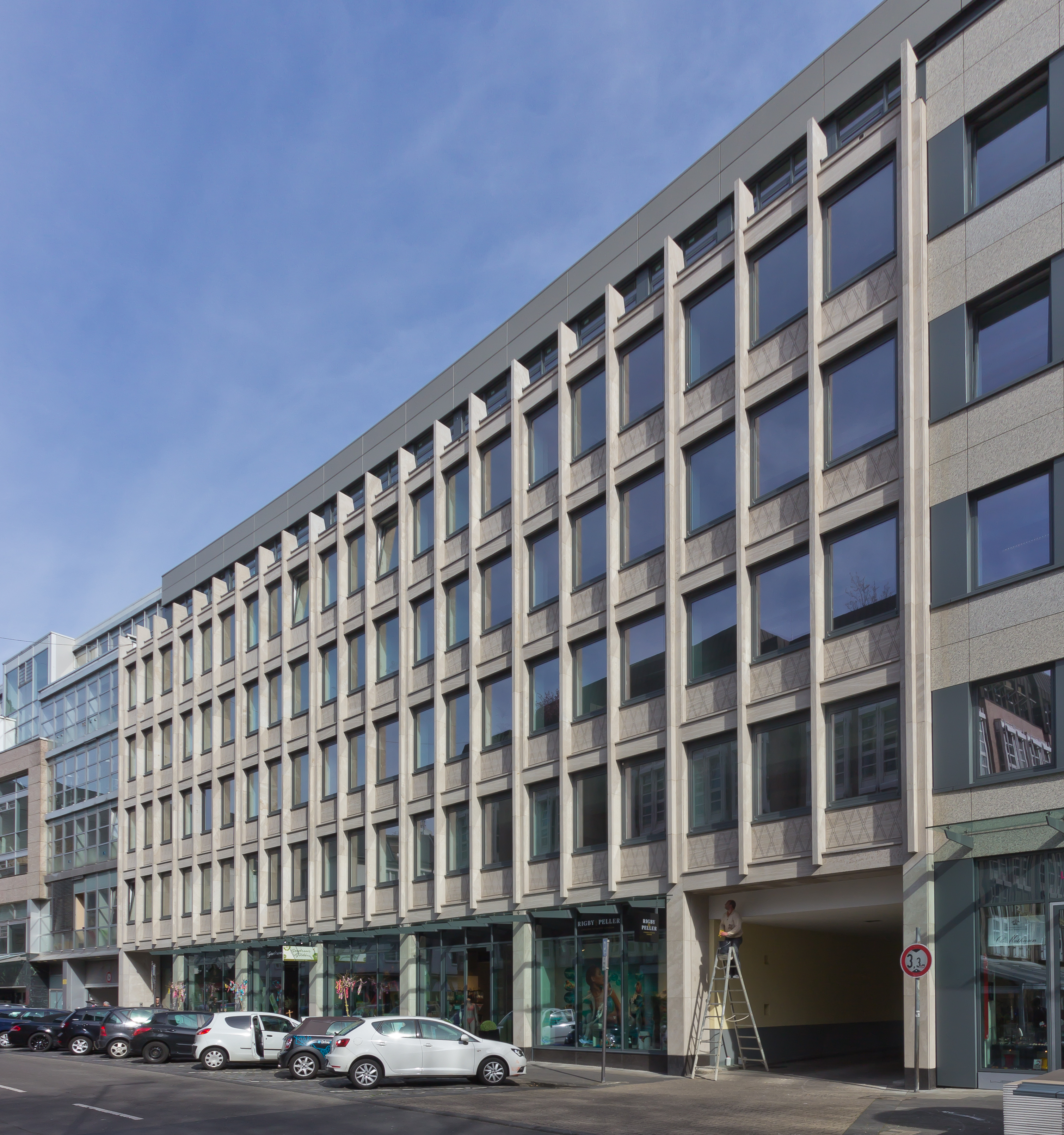
Ludwigstraße 6

Das Gebäude Ludwigstraße 6 in Köln steht unter Denkmalschutz. Es wurde ab 1953 als Bürogebäude der WestLB Köln errichtet. 

## Vorgeschichte
Das Gebäude der Kölner Niederlassung der Rheinischen Girozentrale und Provinzialbank, dem Rechtvorgängerin der heutigen WestLB wurde im Zweiten Weltkrieg am 2. März 1945 während der Operation Millennium zerstört, so dass die Kölner Niederlassung der Landesbank der Rheinprovinz im Gebäude der Landeszentralbank (Unter Sachsenhausen) ihren Geschäftsbetrieb wieder aufnahm. Als im Juni 1943 die Düsseldorfer Zentrale durch die Bombardierungen schwer beschädigt wurde, zentralisierte man die seit 1941 in Köln-Lindenthal befindliche Buchhaltung in das Amtsgebäude der Provinzialverwaltung, während die ebenfalls ausgebombte Kölner Filiale nach Honnef verlegt wurde.

## Gebäude

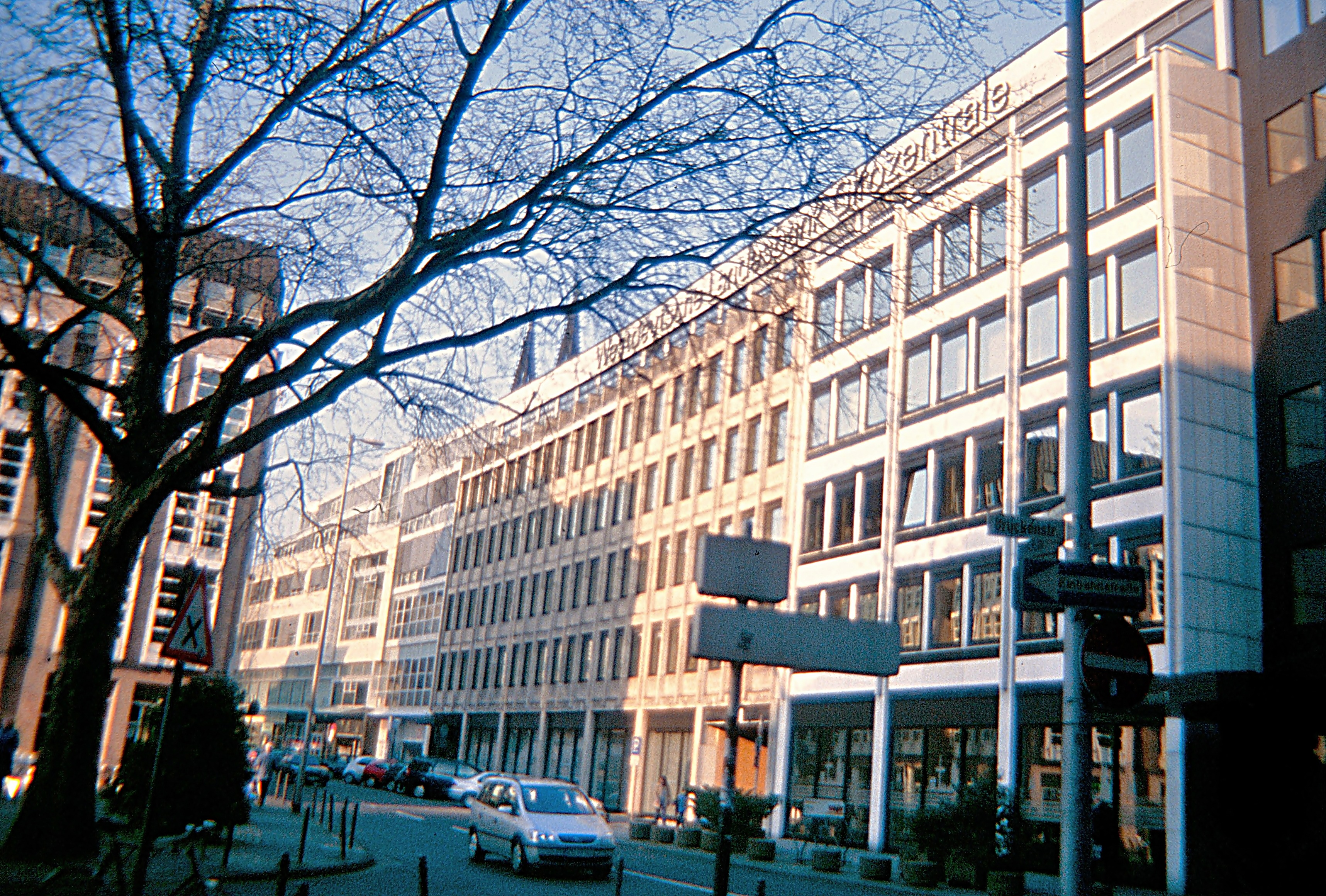
WestLB Köln (Oktober 2002)

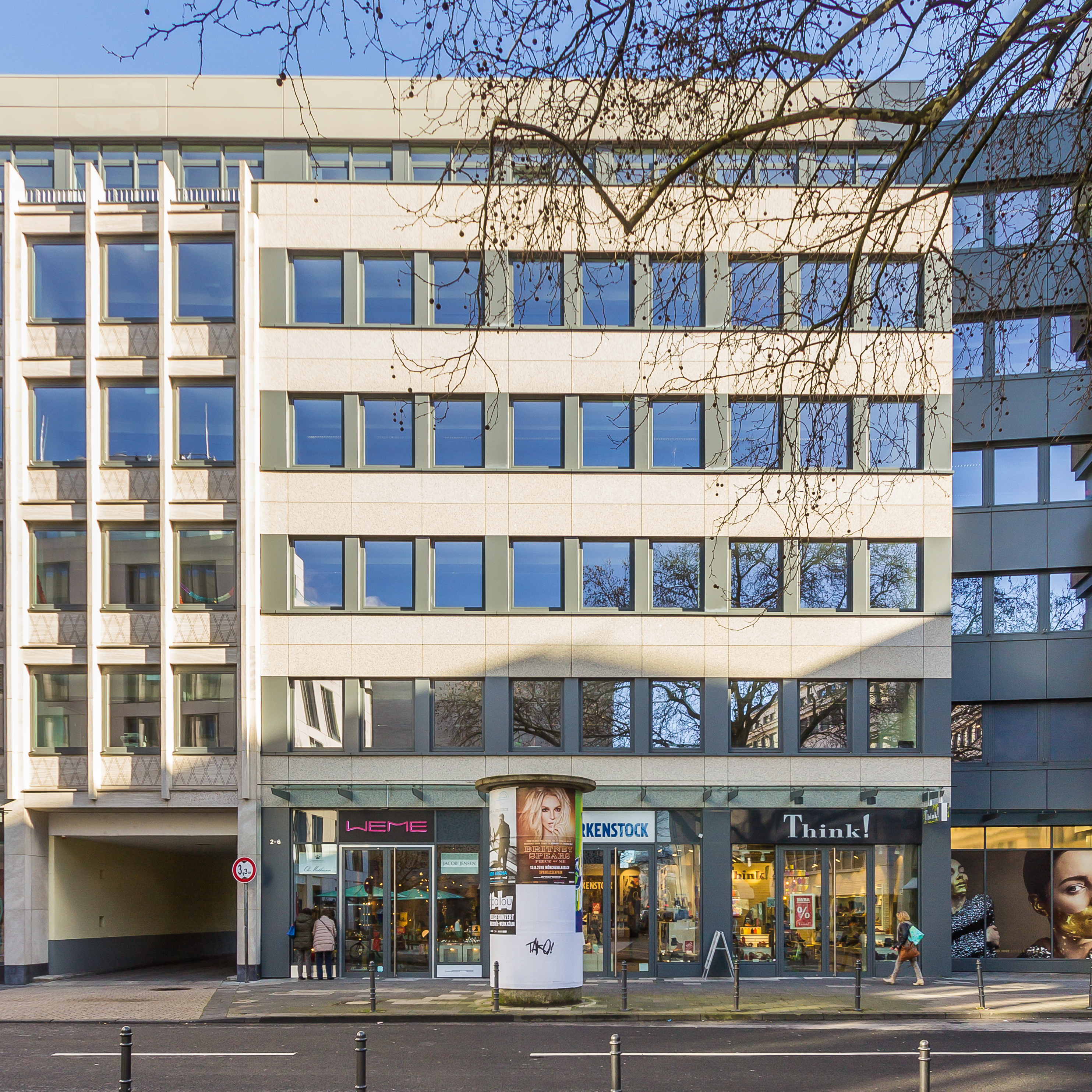
Ludwigstraße 6 – Erweiterungsbau von 1969

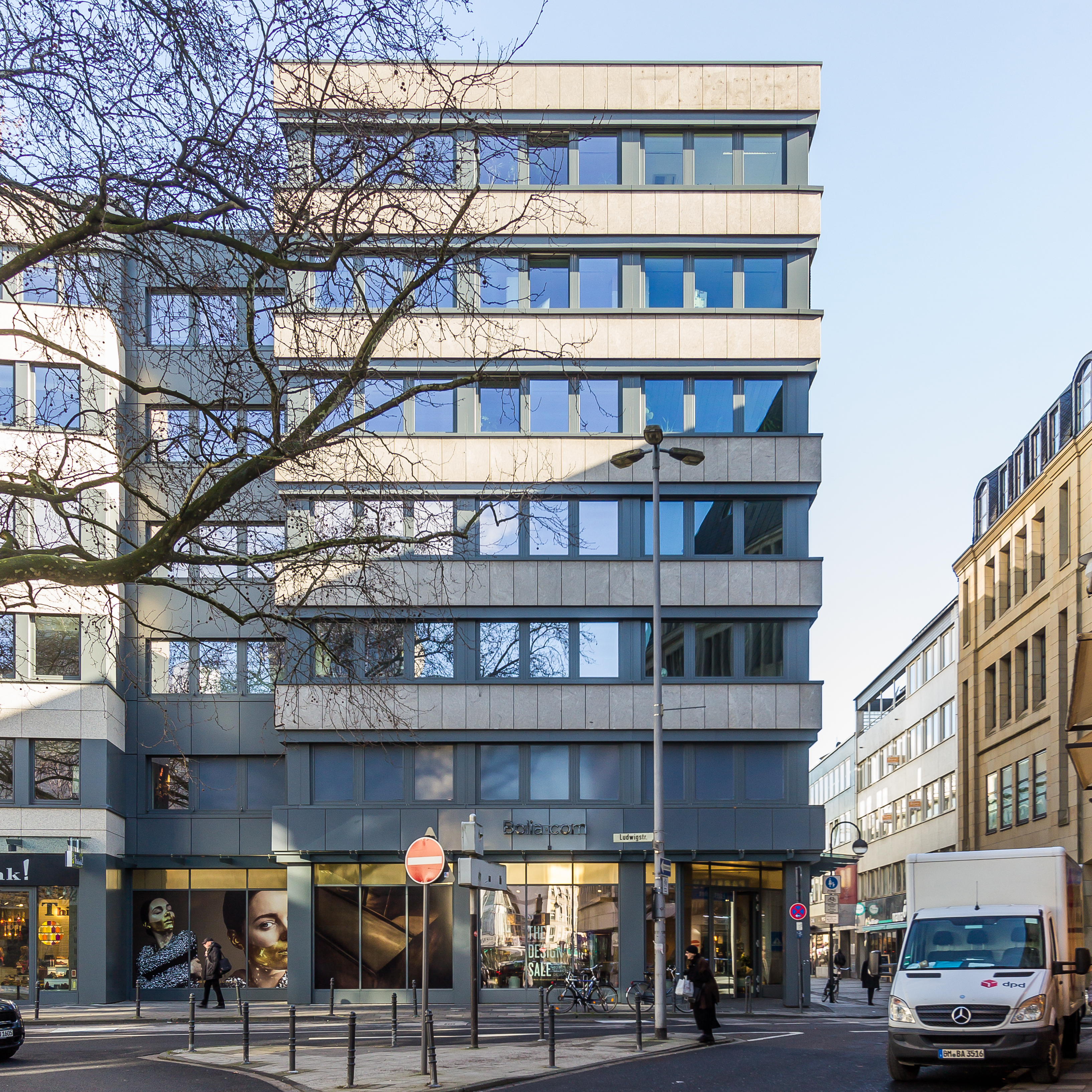
Zweiter Erweiterungsbau Ludwigstraße 2, zur Ecke Brückenstraße

Die Gebäude in der Kölner Ludwigstraße befinden sich in exponierter städtischer Lage in der unmittelbaren Nähe der europaweit meistfrequentierten Einkaufsstraßen Hohe Straße und Schildergasse. Der Gebäudekomplex besteht aus drei baulichen Generationen, die 1955, 1975 und 1985 nebeneinander errichtet wurden.
Ab 1953 entstand bis zur Einweihung 1955 durch Architekt Hans Schumacher (* 1891, † 1982) in der Ludwigstraße 6 das erste Gebäude der Rheinischen Girozentrale und Provinzialbank. Es folgte wachstumsbedingt ein zweiter Gebäudetrakt, der als Nachbarbebauung im Jahre 1975 errichtet wurde. Mittlerweile hatte die Bank fusionsbedingt im Januar 1969 in Westdeutsche Landesbank Girozentrale umfirmiert. Architekt Harald Deilmann (* 1920, † 2008) erhielt von der Hauptniederlassung den Auftrag, ein neues Bankgebäude für die WestLB in einheitlichem Konzern-Baustil („Corporate Identity“) zu errichten, so auch in Köln beim zweiten Erweiterungsbau, der stilistisch an das erste WestLB-Bankgebäude dieser Art in Münster (1969–1975) angelehnt wurde. Am Baustil waren so die Gebäude in Düsseldorf, Münster, Dortmund, Essen, Köln und sogar Luxemburg optisch identifizierbar. Eine dritte Gebäudegeneration entstand bei der Erweiterung im Jahr 1985 wiederum als Nachbarbebauung, wobei der Eckbau in die benachbarte Brückenstraße hineinreichte.
Am 15. November 1996 wurde das Gebäude unter der Nummer 8010 unter Denkmalschutz gestellt (siehe hierzu Liste der Baudenkmäler im Kölner Stadtteil Altstadt-Nord).

## Nachnutzung
Nachdem im September 2002 der größte Teil des Bankgeschäfts der Niederlassung der WestLB zur Hauptstelle nach Düsseldorf zentralisiert worden war, folgte im Juli 2010 als letzter Bereich der – zentral für die gesamte WestLB tätige – Sorten- und Edelmetallhandel. Damit hatte die WestLB AG ihren Geschäftsbetrieb in Köln endgültig beendet. Gründe für die Zentralisierung des Bankgeschäfts rheinischer und westfälischer Niederlassungen auf den Hauptsitz Düsseldorf waren sowohl bankbetriebliche als auch die Folgen von beihilfebedingten Auflagen durch die EU-Kommission.
Das Gebäude wird heute als Büro- und Geschäftshaus genutzt.